# Csha Duri
Csha Duri (hangul: 차두리, handzsa: 車두리, RR: Cha Du-ri; Frankfurt am Main, 1980. július 25. –) nyugatnémet születésű dél-koreai labdarúgó, az élvonalbeli FC Szöul hátvédje. Ő volt az első Koreán kívül született játékos, aki az ország színeiben játszott labdarúgó-világbajnokságon. Édesapja, Csha Bomgun (Cha Bum-kun) játszott az 1986-os labdarúgó-világbajnokságon. Csha (Cha) játszott apja korábbi csapatában, az Eintracht Frankfurtban is. A 2011-es Ázsia-kupa bronzmeccsén ő helyettesítette a csapatkapitány Pak Csiszong (Park Ji-sung)ot.